# Undine

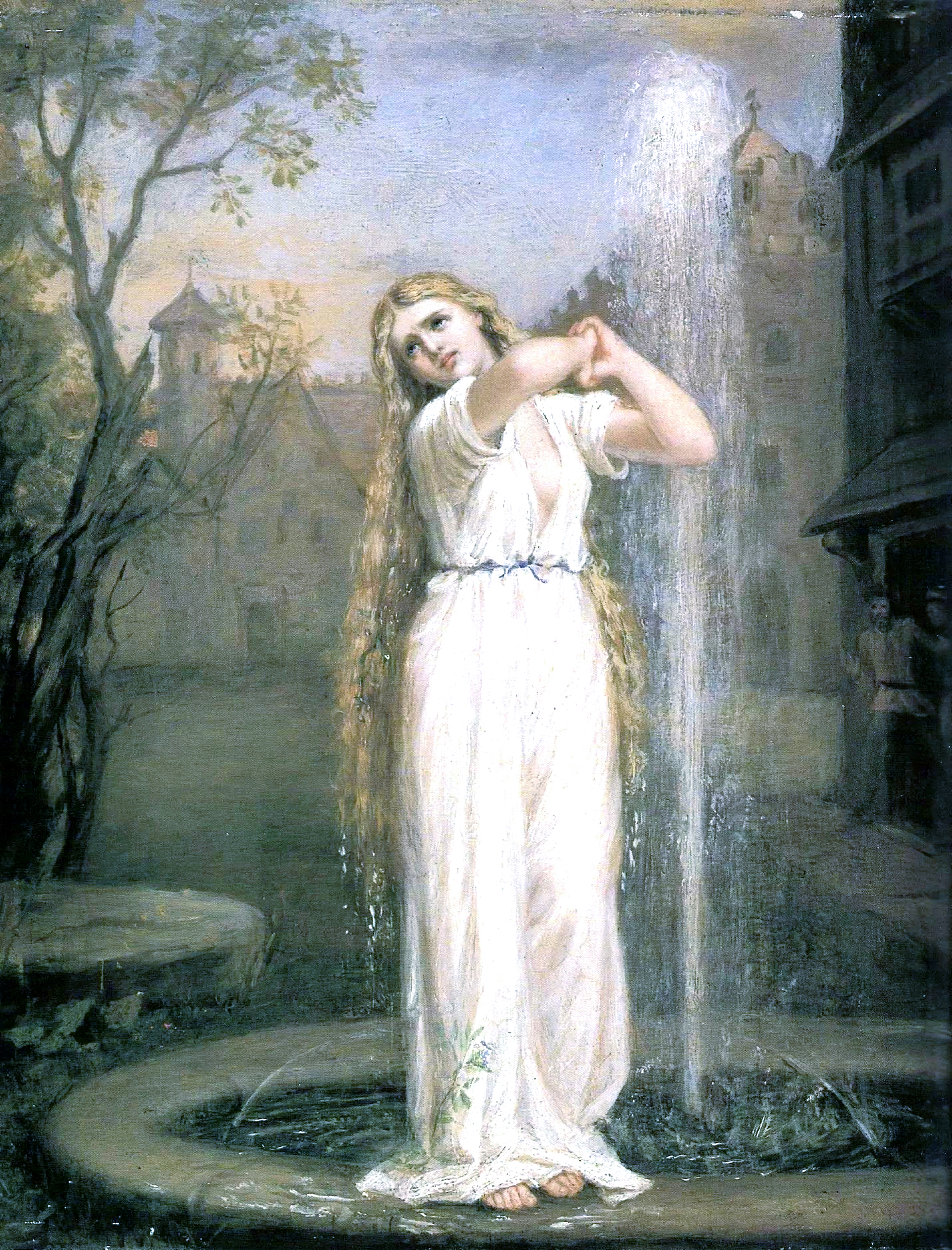
Tranh vẽ Undine của John William Waterhouse.

Undine (cũng gọi là Ondine) là một tinh linh gắn liền với nguyên tố thủy, xuất phát từ các tác phẩm về giả kim thuật của Paracelsus.
Các nhà văn sau này đã miêu tả Undine thành một thủy tinh linh đúng nghĩa, họ liên tục được nhắc đến trong văn học và nghệ thuật hiện đại, cũng như các tác phẩm kỳ ảo.

## Từ nguyên
Thuật ngữ Undine lần đầu tiên xuất hiện trong các tác phẩm giả kim của Paracelsus, một nhà giả kim và bác sĩ thời Phục hưng.

## Tinh linh nguyên tố

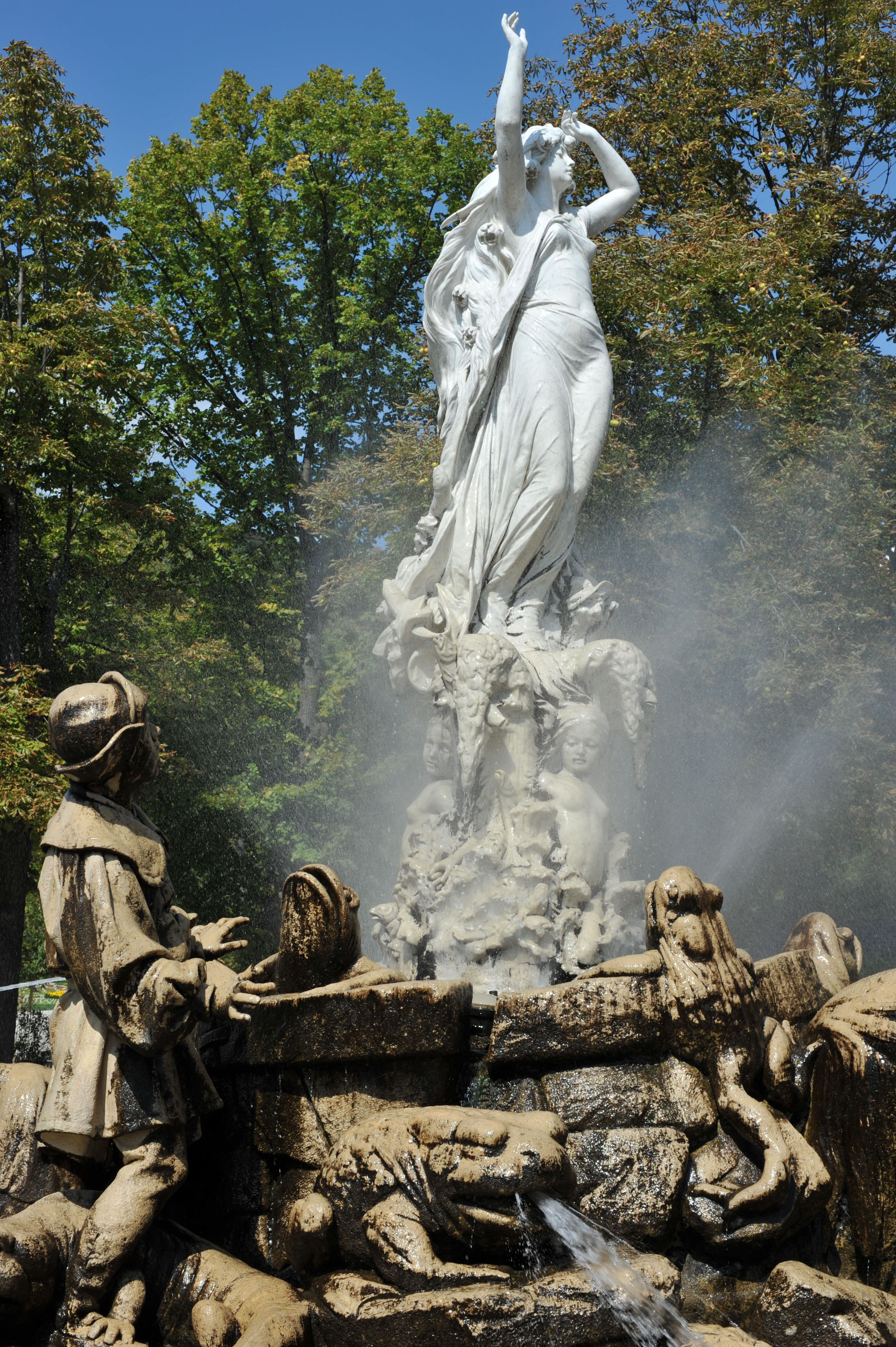
Tượng Undine.

Paracelsus tin rằng mỗi nguyên tố trong số bốn nguyên tố cổ điển gồm thổ, thủy, phong, hỏa đều là nơi sinh sống của các tinh linh khác nhau. Bao gồm Undine của nước, Salamander của lửa, Gnome của đất, Sylph của gió. Ông mô tả những tinh linh nguyên tố là "những thực thể tâm linh, vô hình của thiên nhiên... Một số tinh linh có hình dạng giống con người và sinh sống trong tinh linh giới, con người không thể biết đến tinh linh vì các giác quan của con người không có khả năng hoạt động vượt quá giới hạn của nhân giới."